# Supernova (serie de televisión)
Supernova es una miniserie de televisión por internet de comedia dramática argentina original de Prime Video. Está protagonizada por Johanna Chiefo, Ruggero Pasquarelli, Carolina Kopelioff, Nancy Dupláa, Inés Estévez, Marina Bellati, Luis Ziembrowski y Diego Cremonesi. La serie se estrenó el 8 de julio de 2022. En simultáneo, la serie fue emitida por El nueve.

## Sinopsis
La historia retrata un momento crucial de tres personajes que se encuentran en el umbral de los treinta. Nicolasa, June, y Mimí hacen frente a los mandatos sociales, a sus propios deseos y a sus frustraciones, mientras intentan sobrevivir en una gran ciudad. La vida de Nicolasa (Johanna Chiefo), que se reparte entre castings publicitarios y la venta de empanadas por los negocios del barrio, tiene los días contados. Cuando todo parece derrumbarse, se entera de que fue seleccionada para el protagónico de una publicidad importante que malinterpreta lecturas sobre la gordofobia y Nicolasa queda inmediatamente estigmatizada como la «Gorda Fruta». 
Mientras tanto, June (Ruggero Pasquarelli) se radicaliza cada vez más en creencias sobre teorías conspirativas sobre la diabetes, y en medio de un confuso y frágil encuentro que termina en el hospital, comienza un romance con José, el verdulero de su barrio. Por su parte, Mimí (Carolina Kopelioff) es una joven actriz que vive con su madre Elsa (Nancy Dupláa) y pasa sus días enamorada de un conocido productor televisivo que es veinticinco años más grande que ella, casado y padre de dos hijos. A medida que crece un romance entre ellos, la vida de Mimí se enmaraña en encuentros a escondidas y la ilusión de un futuro juntos que jamás llega. Tanta tensión le hacen aflorar una serie de tics nerviosos que amenazan con destruir su carrera. El resultado es un cocktail explosivo, una Supernova que marca un quiebre en sus vidas y, en la convulsión de la onda expansiva, en las de sus familiares, amantes y amigos.

## Elenco

### Principal
- Johanna Chiefo como Nicolasa Muriel
- Ruggero Pasquarelli como June Correa
- Carolina Kopelioff como Miriam "Mimí" Hernández
- Nancy Dupláa como Elsa
- Luis Ziembrowski como Pierre
- Inés Estévez como Graciela
- Marina Bellati como Sandra
- Diego Cremonesi como Satu

### Secundario
- Ignacio Sánchez Mestre como Diego
- Jonathan Padilla como José
- Hernán Herrera como Guzmán
- Pablo Sigal como Nesta
- Estanislao Milicich como Brolin
- Candela García Redín como Fátima

### Participaciones
- Bimbo Godoy como Paula
- Julián Ponce Campos como Alan
- Daniel Katz como Gustavo
- Guillermo Berthold como Leandro
- Nancy Gay como Leila
- Renzo Cozza como Ezequiel
- Valentina Bassi como Isabel

## Episodios
| N.º | Título            | Dirigido por                      | Escrito por            | Fecha de emisión original |
| --- | ----------------- | --------------------------------- | ---------------------- | ------------------------- |
| 1   | «Mi PH»           | Ana Katz y Juan Fernández Gebauer | Ana Katz y Daniel Katz | 8 de julio de 2022        |
| 2   | «Nuestro PH»      | Ana Katz y Juan Fernández Gebauer | Ana Katz y Daniel Katz | 8 de julio de 2022        |
| 3   | «El PH de Sandra» | Ana Katz y Juan Fernández Gebauer | Ana Katz y Daniel Katz | 8 de julio de 2022        |
| 4   | «Después»         | Ana Katz y Juan Fernández Gebauer | Ana Katz y Daniel Katz | 8 de julio de 2022        |

## Desarrollo

### Producción
En octubre del 2021, se informó que Amazon en conjunto con Kapow y Grupo Octubre se encontraban trabajando en una nueva serie titulada Supernova creada, dirigida y escrita por Ana Katz. Asimismo, se anunció que contaría con 4 episodios de 30 minutos cada uno, los cuales serían estrenados tanto por Amazon Prime Video para América Latina y Estados Unidos, como por El nueve en Argentina.
La idea original es de Johanna Chiefo, quien logró conquistar a Amazon con la propuesta inicial en el año 2018.

### Rodaje
A fines de octubre de 2021, se comunicó que la fotografía principal ya había comenzado en Buenos Aires.

### Casting
En octubre de 2021, se confirmó que elenco principal de la serie estaba conformado por Johanna Chiefo, Ruggero Pasquarelli, Carolina Kopelioff, Nancy Dupláa, Inés Estévez, Marina Bellati, Luis Ziembrowski y Diego Cremonesi.

## Premios y nominaciones
| Lista de premios y nominaciones | Lista de premios y nominaciones | Lista de premios y nominaciones | Lista de premios y nominaciones   | Lista de premios y nominaciones | Lista de premios y nominaciones |
| Año                             | Organización                    | Categoría                       | Nominado/a(s)                     | Resultado                       | Ref(s)                          |
| ------------------------------- | ------------------------------- | ------------------------------- | --------------------------------- | ------------------------------- | ------------------------------- |
| 2022                            | Premios Produ                   | Mejor serie adaptación          | Supernova                         | Nominado                        | [ 9 ]                           |
| 2022                            | Premios Produ                   | Mejor actriz de reparto - Serie | Inés Estévez                      | Nominada                        | [ 9 ]                           |
| 2022                            | Premios Produ                   | Mejor actriz de reparto - Serie | Nancy Dupláa                      | Nominada                        | [ 9 ]                           |
| 2022                            | Premios Produ                   | Mejor actriz revelación         | Johanna Chiefo                    | Nominada                        | [ 9 ]                           |
| 2022                            | Premios Cóndor de Plata         | Mejor serie de comedia          | Supernova                         | Nominado                        | [ 10 ]                          |
| 2022                            | Premios Cóndor de Plata         | Mejor dirección                 | Ana Katz y Juan Fernández Gebauer | Nominados                       | [ 10 ]                          |
| 2022                            | Premios Cóndor de Plata         | Revelación masculina            | Ruggero Pasquarelli               | Nominado                        | [ 10 ]                          |
| 2022                            | Premios Cóndor de Plata         | Revelación femenina             | Johanna Chiefo                    | Nominada                        | [ 10 ]                          |
| 2022                            | Premios Cóndor de Plata         | Revelación femenina             | Carolina Kopelioff                | Nominada                        | [ 10 ]                          |
| 2022                            | Premios Cóndor de Plata         | Mejor guion original            | Ana Katz y Daniel Katz            | Nominados                       | [ 10 ]                          |
| 2022                            | Premios Martín Fierro           | Mejor actriz de reparto         | Nancy Dupláa                      | Ganadora                        | [ 11 ]                          |